# Marie Bouzková
Marie Bouzková, née le 21 juillet 1998 à Prague, est une joueuse de tennis tchèque, professionnelle depuis 2014.

## Biographie

### Parcours en juniors
Après avoir été finaliste du tournoi de double junior de Wimbledon en 2014, Marie Bouzková remporte l'US Open en simple junior deux mois plus tard.
En octobre 2014, au tournoi sur terre battue de l'Île de Hilton-Head, elle décroche aussi un premier titre sur le circuit ITF en simple. Elle a en tout gagné dix titres en simple et un titre en double dames sur ce circuit.

### Parcours professionnel
En 2022, Marie Bouzková atteint les quarts de finale à Wimbledon où elle est battue par la future finaliste, la Tunisienne Ons Jabeur.
Le 31 juillet, elle remporte enfin son premier titre WTA lors du Tournoi de Prague, dominant en finale la Russe Anastasia Potapova en deux sets (6-0, 6-3). Elle atteint fin octobre les demi-finales de Guadalajara, son meilleur résultat dans un WTA 1000 depuis l'Open du Canada en 2019. Pour ce faire, elle élimine sa compatriote Tereza Martincová (6-2, 7-5), Camila Osorio (6-3, 6-1), les Russes Liudmila Samsonova (0-6, 7-5, 6-3) et Anna Kalinskaya (5-2 ab.). Elle est battue par la Grecque María Sákkari (5-7, 4-6), au cours d'une demi-finale interrompue par la pluie.
En 2023, elle parvient de nouveau à briller lors du tournoi de Wimbledon. Elle écarte d'abord la Suissesse qualifiée Simona Waltert (6-1, 6-4) puis met fin à la carrière d'Anett Kontaveit, ancienne numéro deux mondiale (6-1, 6-2) avant d'écarter dans un match tendu la numéro cinq mondiale Caroline Garcia (7-6, 4-6, 7-5). Elle parvient pour la deuxième fois de sa carrière en deuxième semaine d'un Grand Chelem, toujours sur le gazon londonien. Elle affronte à ce stade sa compatriote inattendue Markéta Vondroušová et s'incline malgré le gain de la première manche (6-2, 4-6, 3-6) contre la future vainqueur du tournoi. 
Elle joue en août le WTA 1000 de Cincinnati et y rejoint les quarts de finale à la faveur de victoires sur la Roumaine Irina-Camelia Begu (6-2, 6-2), la Belge Elise Mertens (6-2, 4-6, 6-1) et sur la numéro trois mondiale et titrée la semaine précédente à Toronto Jessica Pegula (6-4, 6-0). Elle rencontre sa compatriote Karolína Muchová en quarts mais abandonne rapidement (0-3 ab.). Elle dispute fin octobre sa première finale de l'année à Nanchang en battant la joueuse du Liechtenstein Kathinka von Deichmann (6-1, 6-1), la repêchée Amina Anshba (7-5, 6-0), la Colombienne Camila Osorio (6-0, 6-4) et la Russe Diana Shnaider (7-5, 6-4). En finale, elle joue sa compatriote Kateřina Siniaková (6-1, 6-7, 6-7), spécialiste de double.

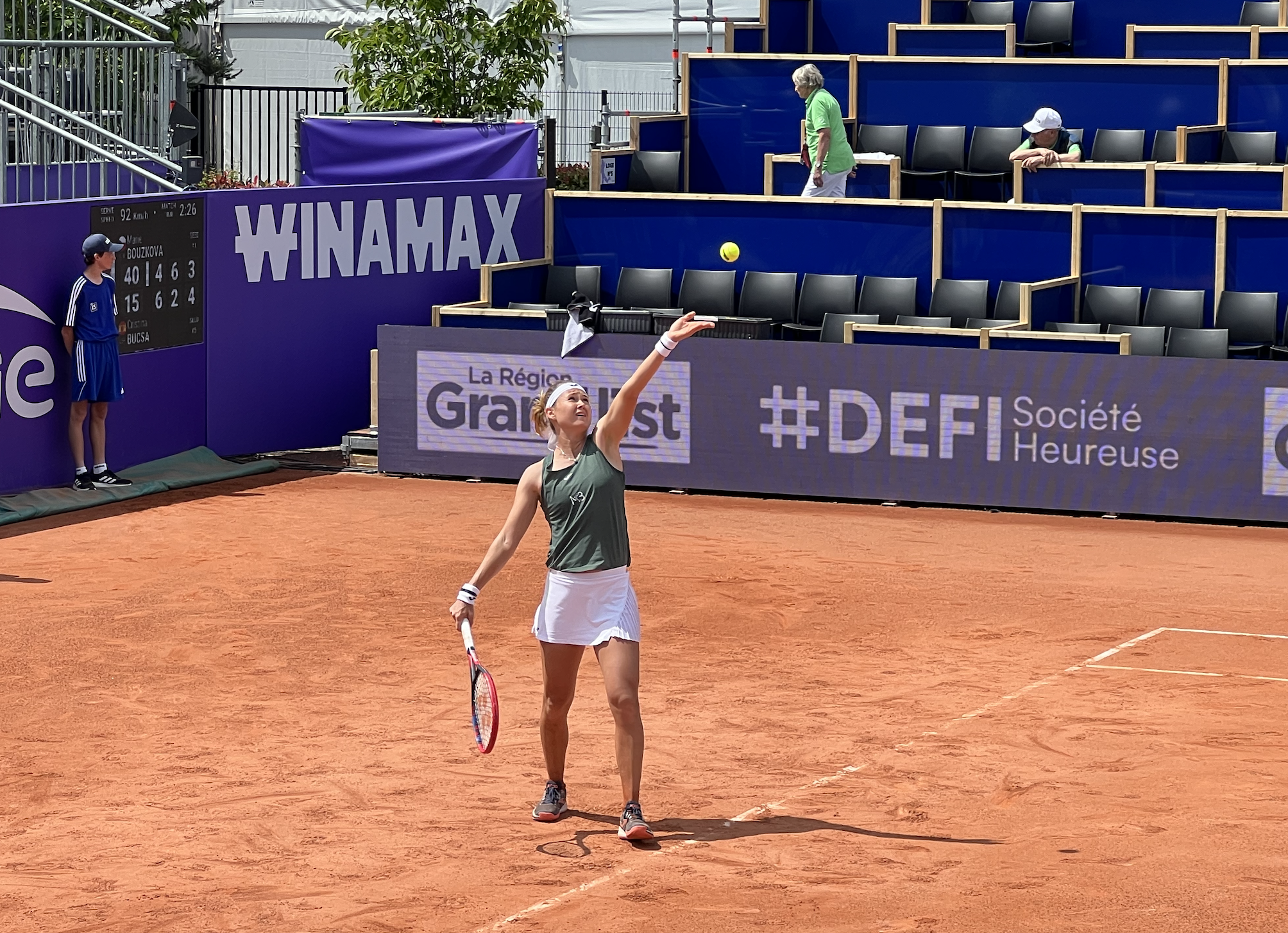
Bouzková au service aux Internationaux de Strasbourg 2024.

Elle s'envole début avril 2024 pour le tournoi de Bogota et assume son statut de tête de série numéro une en sortant la Canadienne Rebecca Marino (6-0, 6-3), l'Américaine Hailey Baptiste (6-3, 6-4) et renversant l'Allemande Laura Siegemund (2-6, 6-2, 7-5). Elle sort en demi-finale la Russe Kamilla Rakhimova (6-4, 7-6) pour jouer sa sixième finale en carrière, la première sur terre battue. Confrontée à l'ancienne gagnante et Colombienne Camila Osorio, elle s'incline aux pieds du trophée (3-6, 6-7). 
Elle dispute également au cours de cette saison sa première finale en WTA 500 à Washington, la septième de sa carrière après des succès sur les Américaines McCartney Kessler (6-4, 4-6, 6-2), Taylor Townsend (7-5, 7-6) et Robin Montgomery (6-3, 6-1) et de sortir sa première Top 10 de l'année en demi-finale, Aryna Sabalenka, numéro trois mondiale et vainqueur des deux derniers Open d'Australie (6-4, 3-6, 6-3). Néanmoins, elle s'incline de nouveau à ce stade, laissant à l'Espagnole Paula Badosa le soin de remporter son premier trophée depuis deux ans (1-6, 6-4, 4-6).
En 2025, elle dispute en juillet sa première finale de la saison dans sa ville natale, à Prague. Impressionnante de facilité contre la Chinoise Gao Xinyu (6-0, 6-2), elle écarte la repêchée Lucrezia Stefanini (6-4, 6-4) puis renverse l'Américaine Ann Li (3-6, 6-3, 6-3). Elle joue sa jeune compatriote vainqueur de Roland Garros junio 2024, Tereza Valentová (6-4, 7-5) pour rejoindre de nouveau la finale du tournoi et retrouver une autre jeune Tchèque, Linda Nosková, finaliste il y a deux ans. Elle parvient à retourner le cours du match (2-6, 6-1, 6-3) pour gagner son deuxième titre ici, devenant la première joueuse à remporter deux fois le tournoi.

## Palmarès

### Titres en simple dames
| No | Date       | Nom et lieu du tournoi        | Catégorie | Dotation  | Surface    | Finaliste          | Score         |          |
| -- | ---------- | ----------------------------- | --------- | --------- | ---------- | ------------------ | ------------- | -------- |
| 1  | 25-07-2022 | Livesport Prague Open, Prague | WTA 250   | 251 750 $ | Dur (ext.) | Anastasia Potapova | 6-0, 6-3      | Parcours |
| 2  | 21-07-2025 | Livesport Prague Open, Prague | WTA 250   | 275 094 $ | Dur (ext.) | Linda Nosková      | 2-6, 6-1, 6-3 | Parcours |

### Finales en simple dames
| No | Date       | Nom et lieu du tournoi            | Catégorie | Dotation  | Surface      | Vainqueure         | Score           |          |
| -- | ---------- | --------------------------------- | --------- | --------- | ------------ | ------------------ | --------------- | -------- |
| 1  | 02-03-2020 | Abierto GNP Seguros, Monterrey    | Intern'l  | 251 750 $ | Dur (ext.)   | Elina Svitolina    | 7-5, 4-6, 6-4   | Parcours |
| 2  | 13-02-2021 | Phillip Island Trophy, Melbourne  | WTA 250   | 235 238 $ | Dur (ext.)   | Daria Kasatkina    | 4-6, 6-2, 6-2   | Parcours |
| 3  | 21-02-2022 | Abierto Zapopan, Zapopan          | WTA 250   | 239 477 $ | Dur (ext.)   | Sloane Stephens    | 7-5, 1-6, 6-2   | Parcours |
| 4  | 16-10-2023 | Jiangxi Open, Nanchang            | WTA 250   | 259 303 $ | Dur (ext.)   | Kateřina Siniaková | 1-6, 7-65, 7-64 | Parcours |
| 5  | 01-04-2024 | Copa Colsanitas Zurich, Bogota    | WTA 250   | 267 082 $ | Terre (ext.) | Camila Osorio      | 6-3, 7-65       | Parcours |
| 6  | 29-07-2024 | Mudabala Citi DC Open, Washington | WTA 500   | 922 573 $ | Dur (ext.)   | Paula Badosa       | 6-1, 4-6, 6-4   | Parcours |

### Titres en double dames
| No | Date       | Nom et lieu du tournoi           | Catégorie | Dotation    | Surface      | Partenaire            | Finalistes                          | Score            |          |
| -- | ---------- | -------------------------------- | --------- | ----------- | ------------ | --------------------- | ----------------------------------- | ---------------- | -------- |
| 1  | 14-06-2021 | Nature Valley Classic Birmingham | WTA 250   | 235 238 $   | Gazon (ext.) | Lucie Hradecká        | Ons Jabeur Ellen Perez              | 6-4, 2-6, [10-8] | Parcours |
| 2  | 12-07-2021 | Prague Open Prague               | WTA 250   | 235 238 $   | Dur (ext.)   | Lucie Hradecká        | Viktória Kužmová Nina Stojanović    | 7-63, 6-4        | Parcours |
| 3  | 18-04-2022 | Istanbul Championship Istanbul   | WTA 250   | 251 750 $   | Terre (ext.) | Sara Sorribes Tormo   | Natela Dzalamidze Kamilla Rakhimova | 6-3, 6-4         | Parcours |
| 4  | 30-09-2023 | China Open Pékin                 | WTA 1000  | 8 127 389 $ | Dur (ext.)   | Sara Sorribes Tormo   | Chan Hao-ching Giuliana Olmos       | 3-6, 6-0, [10-4] | Parcours |
| 5  | 09-10-2023 | Hana Bank Korea Open Séoul       | WTA 250   | 259 303 $   | Dur (ext.)   | Bethanie Mattek-Sands | Luksika Kumkhum Peangtarn Plipuech  | 6-2, 6-1         | Parcours |
| 6  | 23-06-2025 | Lexus Eastbourne Open Eastbourne | WTA 250   | 275 094 $   | Gazon (ext.) | Anna Danilina         | Hsieh Su-wei Maya Joint             | 6-4, 7-5         | Parcours |

### Finales en double dames
| No | Date       | Nom et lieu du tournoi      | Catégorie | Dotation  | Surface      | Vainqueures                       | Partenaire            | Score             |          |
| -- | ---------- | --------------------------- | --------- | --------- | ------------ | --------------------------------- | --------------------- | ----------------- | -------- |
| 1  | 10-08-2020 | The Top Seed Open Lexington | Intern'l  | 202 250 $ | Dur (ext.)   | Hayley Carter Luisa Stefani       | Jil Teichmann         | 6-1, 7-5          | Parcours |
| 2  | 05-04-2021 | Volvo Car Open Charleston   | WTA 500   | 565 530 $ | Terre (ext.) | Nicole Melichar Demi Schuurs      | Lucie Hradecká        | 6-2, 6-4          | Parcours |
| 3  | 01-01-2024 | ASB Classic Auckland        | WTA 250   | 267 082 $ | Dur (ext.)   | Anna Danilina Viktória Hrunčáková | Bethanie Mattek-Sands | 6-3, 65-7, [10-8] | Parcours |

### Finale en simple en WTA 125
| No | Date       | Nom et lieu du tournoi   | Catégorie | Dotation  | Surface    | Vainqueure           | Score    |          |
| -- | ---------- | ------------------------ | --------- | --------- | ---------- | -------------------- | -------- | -------- |
| 1  | 11-03-2019 | Abierto Zapopan, Zapopan | WTA 125   | 115 000 $ | Dur (ext.) | Veronika Kudermetova | 6-2, 6-0 | Parcours |

## Parcours en Grand Chelem

### En simple dames
| Année | Open d'Australie | Open d'Australie   | Internationaux de France | Internationaux de France | Wimbledon       | Wimbledon           | US Open         | US Open            |
| ----- | ---------------- | ------------------ | ------------------------ | ------------------------ | --------------- | ------------------- | --------------- | ------------------ |
| 2017  | —                | —                  | —                        | —                        | Q2              | Zhu Lin             | Q1              | Mihaela Buzărnescu |
| 2018  | Q3               | Viktória Kužmová   | Q2                       | Caroline Dolehide        | Q2              | Sara Sorribes Tormo | 1er tour (1/64) | Ana Bogdan         |
| 2019  | Q1               | Barbora Krejčíková | 1er tour (1/64)          | Bianca Andreescu         | 2e tour (1/32)  | María Sákkari       | 1er tour (1/64) | Ajla Tomljanović   |
| 2020  | 1er tour (1/64)  | Naomi Osaka        | 1er tour (1/64)          | Kaia Kanepi              | Annulé          | Annulé              | 1er tour (1/64) | Jessica Pegula     |
| 2021  | 1er tour (1/64)  | Elina Svitolina    | 1er tour (1/64)          | Kateřina Siniaková       | 1er tour (1/64) | Vera Zvonareva      | 1er tour (1/64) | Naomi Osaka        |
| 2022  | 2e tour (1/32)   | Kaia Kanepi        | 2e tour (1/32)           | Forfait                  | 1/4 de finale   | Ons Jabeur          | 2e tour (1/32)  | Karolína Plíšková  |
| 2023  | 1er tour (1/64)  | Bianca Andreescu   | 1er tour (1/64)          | Wang Xinyu               | 1/8 de finale   | Markéta Vondroušová | 3e tour (1/16)  | Ons Jabeur         |
| 2024  | 1er tour (1/64)  | Linda Nosková      | 3e tour (1/16)           | Iga Świątek              | 2e tour (1/32)  | Anna Kalinskaya     | 2e tour (1/32)  | Liudmila Samsonova |
| 2025  | 1er tour (1/64)  | Mirra Andreeva     | 3e tour (1/16)           | Coco Gauff               | 2e tour (1/32)  | Aryna Sabalenka     |                 |                    |

N.B. : à droite du résultat se trouve le nom de l'ultime adversaire.

### En double dames
| 2020 | 1er tour (1/32) T. Zidanšek \|\| style="text-align:left;" \| Hsieh S.-w. B. Strýcová         | 2e tour (1/16) A. Rus \|\| style="text-align:left;" \| Hsieh S.-w. B. Strýcová                 | Annulé                                                                                    | Annulé                                                                                         | — | — |
| 2021 | 1er tour (1/32) S. Sorribes Tormo \|\| style="text-align:left;" \| K. Bondarenko N. Kichenok | 1er tour (1/32) S. Sorribes Tormo \|\| style="text-align:left;" \| M. Ninomiya Yang Z.         | 1/4 de finale L. Hradecká \|\| style="text-align:left;" \| S. Aoyama E. Shibahara         | 1/4 de finale L. Hradecká \|\| style="text-align:left;" \| G. Dabrowski L. Stefani             |   |   |
| 2022 | 2e tour (1/16) L. Hradecká \|\| style="text-align:left;" \| A. Bolsova U. Eikeri             | —                                                                                              | —                                                                                         | 2e tour (1/16) T. Mihalíková \|\| style="text-align:left;" \| D. Collins D. Krawczyk           | — | — |
| 2023 | 2e tour (1/16) C. Osorio \|\| style="text-align:left;" \| M. Kato A. Sutjiadi                | 1/4 de finale S. Sorribes Tormo \|\| style="text-align:left;" \| N. Melichar-Martinez E. Perez | 1/2 finale S. Sorribes Tormo \|\| style="text-align:left;" \| Hsieh S.-w. B. Strýcová     | —                                                                                              | — |   |
| 2024 | 1er tour (1/32) S. Sorribes Tormo \|\| style="text-align:left;" \| C. Bucșa A. Panova        | 2e tour (1/16) S. Sorribes Tormo \|\| style="text-align:left;" \| M. Kostyuk E.G. Ruse         | 2e tour (1/16) S. Sorribes Tormo \|\| style="text-align:left;" \| C. Garcia K. Mladenovic | 1/8 de finale S. Sorribes Tormo \|\| style="text-align:left;" \| N. Melichar-Martinez E. Perez |   |   |
| 2025 | 1er tour (1/32) B. Mattek-Sands \|\| style="text-align:left;" \| U. Eikeri M. Ninomiya       | 1er tour (1/32) M. Vondroušová \|\| style="text-align:left;" \| Hsieh S.-w. J. Ostapenko       | 2e tour (1/16) A. Danilina \|\| style="text-align:left;" \| V. Kudermetova E. Mertens     |                                                                                                |   |   |

N.B. : le nom de la partenaire se trouve sous le résultat ; les noms des ultimes adversaires se trouvent à droite.

## Parcours en «Premier» et WTA 1000
Les tournois WTA « Premier Mandatory » et « Premier 5 » (entre 2009 et 2020) et WTA 1000 (à partir de 2021) constituent les catégories d'épreuves les plus prestigieuses, après les quatre levées du Grand Chelem. 

De 2009 à 2023, les tournois Premier Mandatory (dits tournois WTA 1000 obligatoires entre 2021 et 2023) regroupent Indian Wells, Miami, Madrid et Pékin, les autres constituant les tournois Premier 5 (tournois WTA 1000 non-obligatoires). À partir de 2024, le nombre de tournois WTA 1000 passe à 10 par saison (fin de l’alternance Doha / Dubaï), ces derniers devenant tous obligatoires et offrant tous 1000 points à la vainqueure (contre 900 points précédemment pour les tournois Premier 5).

### En simple dames
| Année |       |                           |                                   |                               |                             |                              |                            |                                |                            |                               |  |                                |
| Doha  | Dubaï | Indian Wells              | Miami                             | Madrid                        | Rome                        | Canada                       | Cincinnati                 | Pékin                          |                            | Wuhan                         |  |                                |
| Doha  | Dubaï | Indian Wells              | Miami                             | Madrid                        | Rome                        | Canada                       | Cincinnati                 | Pékin                          | Guadalajara                |                               |  |                                |
| Doha  | Dubaï | Indian Wells              | Miami                             | Madrid                        | Rome                        | Canada                       | Cincinnati                 | Pékin                          |                            |                               |  |                                |
| 2019  |       | Hors catégorie            |                                   |                               |                             |                              |                            | 1/2 finale S. Williams         |                            |                               |  | 2e tour (1/16) Wang Q.         |
| 2020  |       |                           | Hors catégorie                    | Annulé                        | Annulé                      | Annulé                       | 2e tour (1/16) E. Rybakina | Annulé                         | 3e tour (1/8) A. Kontaveit | Annulé                        |  | Annulé                         |
| 2021  |       | Hors catégorie            |                                   | 1er tour (1/64) M. Trevisan   | 1er tour (1/64) A. Rus      | 1er tour (1/32) P. Kvitová   |                            | 1er tour (1/32) M. Sákkari     |                            | Annulé                        |  | Annulé                         |
| 2022  |       |                           | Hors catégorie                    | 3e tour (1/16) V. Kudermetova | 2e tour (1/32) P. Badosa    | 3e tour (1/8) E. Alexandrova |                            | 1er tour (1/32) E. Rybakina    | 2e tour (1/16) Forfait     | Hors calendrier               |  | 1/2 finale M. Sákkari          |
| 2023  |       | Hors catégorie            | 2e tour (1/16) E. Rybakina        | 2e tour (1/32) M. Vondroušová | 3e tour (1/16) A. Sabalenka | 3e tour (1/16) J. Pegula     |                            | 3e tour (1/8) D. Kasatkina     | 1/4 de finale K. Muchová   | 1er tour (1/32) Y. Putintseva |  |                                |
| 2024  |       | 2e tour (1/16) D. Collins | 1er tour (1/32) A. Pavlyuchenkova | 2e tour (1/32) A. Potapova    | 1er tour (1/64) Zhu L.      |                              |                            | 1er tour (1/32) B. Haddad Maia | 1er tour (1/32) M. Fręch   |                               |  | 1er tour (1/32) V. Kudermetova |
| 2025  |       |                           |                                   | 1er tour (1/64) S. Lamens     | 1er tour (1/64) M. Kessler  | 2e tour (1/32) M. Andreeva   | 3e tour (1/16) N. Osaka    | 3e tour (1/16) V. Mboko        |                            |                               |  |                                |

Sous le résultat, l’ultime adversaire.
1. 1 2   Les tournois de Doha et Dubaï alternent le statut de tournoi WTA 1000 (ex Premier 5) entre 2009 et 2023 : les trois premières éditions ont lieu à Dubaï, les trois suivantes à Doha, puis Dubaï accueille le tournoi de cette catégorie les années impaires et Dubaï les années paires. De 2011 à 2023, la ville qui n’accueille pas de WTA 1000 organise à la place un tournoi WTA 500 (ex Premier).
2. 1 2 3 4 5 6 7   L’ordre de déroulement des tournois a évolué depuis 2009 : Rome se dispute avant Madrid et Cincinnati avant Montréal/Toronto jusqu’en 2010, tandis que Tokyo/Wuhan/Guadalajara ont lieu avant Pékin jusqu’en 2023.
3. 1 2 3 4 5 6 7 8  Du fait de la pandémie de Covid-19, les tournois d’Indian Wells, de Miami, de Madrid, du Canada, de Wuhan et de Pékin sont annulés en 2020. Ces deux derniers le sont également en 2021. Pour des raisons d’organisation, le tournoi de Cincinnati 2020 a exceptionnellement lieu à Flushing Meadows à New York.
4. ↑  Le 1er décembre 2021, le président de la WTA, Steve Simon, annonce que tous les tournois prévus en Chine et à Hong Kong sont suspendus à partir de 2022, en raison de préoccupations concernant la sécurité et le bien-être de la joueuse de tennis chinoise Peng Shuai après ses allégations de relations sexuelles non-consenties avec Zhang Gaoli, membre de haut rang du Parti communiste chinois. Le tournoi de Pékin revient en 2023. Le tournoi de Guadalajara remplace celui de Wuhan pendant deux ans, ce dernier réapparaissant en 2024.

## Classements WTA en fin de saison
| Année          | 2013 | 2014 | 2015 | 2016 | 2017 | 2018 | 2019 | 2020 | 2021 | 2022 | 2023 | 2024 |
| Rang en simple | 1195 | 497  | 378  | 257  | 187  | 142  | 57   | 51   | 89   | 26   | 34   | 45   |
| Rang en double | –    | –    | 1069 | –    | –    | 1103 | 233  | 111  | 34   | 73   | 23   | 49   |

Source : (en) Classements de Marie Bouzková sur le site officiel de la Fédération internationale de tennis

## Victoires sur le top 10
Toutes ses victoires sur des joueuses classées dans le top 10 de la WTA lors de la rencontre.
| Légende            |
| Grand Chelem       |
| Jeux olympiques    |
| Masters            |
| Premier / WTA 1000 |
| Elite Trophy       |
| WTA 500            |
| Intern'l / WTA 250 |
| Fed Cup            |

| #  |       |  | Tournoi               | Année | Surface      |              | Adversaire        | Rang | Tour     | Score          | Tableau |
| -- | ----- |  | --------------------- | ----- | ------------ | ------------ | ----------------- | ---- | -------- | -------------- | ------- |
| 1  | no 91 |  | Toronto               | 2019  | Dur          |              | Sloane Stephens   | no 8 | 1/16     | 6-2, 7-5       | Tableau |
| 2  | no 91 |  | Toronto               | 2019  | Dur          | Simona Halep | no 4              | 1/4  | 6-4, ab. |                | Tableau |
| 3  | no 63 |  | Guangzhou             | 2019  | Dur          |              | Elina Svitolina   | no 3 | 1/8      | 6-4, 4-3 ab.   | Tableau |
| 4  | no 50 |  | Phillip Island Trophy | 2021  | Dur          |              | Bianca Andreescu  | no 9 | 1/2      | 6-79, 6-2, 7-5 | Tableau |
| 5  | no 77 |  | Madrid                | 2022  | Terre battue |              | Karolína Plíšková | no 7 | 1/32     | 6-4, 7-5       | Tableau |
| 6  | no 66 |  | Wimbledon             | 2022  | Gazon        |              | Danielle Collins  | no 8 | 1/64     | 5-7, 6-4, 6-4  | Tableau |
| 7  | no 38 |  | Rome                  | 2023  | Terre battue |              | Coco Gauff        | no 5 | 1/16     | 4-6, 6-2, 6-2  | Tableau |
| 8  | no 32 |  | Wimbledon             | 2023  | Gazon        |              | Caroline Garcia   | no 5 | 1/16     | 7-60, 4-6, 7-5 | Tableau |
| 9  | no 37 |  | Montréal              | 2023  | Dur          |              | Caroline Garcia   | no 6 | 1/16     | 6-4, 4-6, 6-2  | Tableau |
| 10 | no 35 |  | Cincinnati            | 2023  | Dur          |              | Jessica Pegula    | no 3 | 1/8      | 6-4, 6-0       | Tableau |
| 11 | no 43 |  | Washington            | 2024  | Dur          |              | Aryna Sabalenka   | no 3 | 1/2      | 6-4, 3-6, 6-3  | Tableau |